# Governo d'impresa
Le locuzioni governo d'impresa o governo societario e il lemma meno comune governanza (in inglese corporate governance, informalmente e più genericamente: governance) si riferiscono all'insieme di regole che, ad ogni livello (leggi, regolamenti, procedure interne, ecc.), disciplinano la gestione e la direzione di una società o di un ente, pubblico o privato.
L'interesse per i metodi di governo societario è cresciuto, soprattutto a causa del crollo di colossi come la società energetica statunitense Enron.

## Caratteristiche
Il concetto di corporate governance fa riferimento al complesso di relazioni e rapporti intercorrenti tra i vari soggetti e, tra questi, gli stakeholder (i portatori di interesse ossia qualunque soggetto detenga un interesse nella società come ad es. i fornitori, i creditori/finanziatori,...), gli azionisti (shareholders), l'organo di amministrazione e l'organo di controllo (ovvero, nel sistema tradizionale di amministrazione e controllo, il consiglio di amministrazione e il collegio sindacale), l'Amministratore Delegato e/o il Direttore generale, i Comitati endoconsiliari, la direzione aziendale (management).
Il termine governo d'impresa si riferisce a diversi ambiti della vita aziendale. Esso può descrivere:
- i processi con cui le società sono dirette e controllate;
- le attività con cui si incoraggiano le aziende a seguire dei codici (linee guida di governo societario);
- le tecniche di investimento basate sul possesso attivo (fondi di corporate governance);
- un campo dell'economia che studia i problemi che derivano dalla separazione della proprietà dal controllo.

Più in generale, il governo societario abbraccia una serie di regole, relazioni, processi e sistemi aziendali, tramite i quali l'autorità fiduciaria è esercitata e controllata. Tra le regole rientrano le leggi del Paese e le regole societarie interne. Le relazioni includono quelle tra tutte le parti coinvolte nella società, come i proprietari, i manager, gli amministratori (qualora esista un Consiglio di amministrazione), le autorità di regolazione, nonché i dipendenti e la società in senso ampio. I processi e sistemi hanno a che fare con i meccanismi di delega dell'autorità, la misurazione delle performance, sicurezza, reporting e contabilità.
In questo modo, la struttura del governo societario esprime le regole e i processi con cui si prendono le decisioni in una società. Fornisce anche la struttura con cui vengono decisi gli obiettivi aziendali, nonché i mezzi per il raggiungimento e la misurazione dei risultati raggiunti.

## Sistemi di governo d'impresa
Le società di capitali possono scegliere fra tre diversi sistemi di governo:
- ordinario, tipico della tradizione italiana, caratterizzato dal fatto che l'assemblea (organo della società rappresentativo della volontà dei soci) nomina sia l'organo amministrativo (consiglio di amministrazione o amministratore unico) sia quello di controllo sulla gestione (collegio sindacale); tale scelta di governo dell'impresa si applica in assenza di diversa scelta statutaria. Ciò è stabilito dall'articolo 2380 (e conseguenzialmente anche dall'art. 2380-bis) del codice civile;
- monistico, tipico della tradizione anglosassone è così denominato in quanto prevede la presenza di un solo organo, il consiglio di amministrazione, che nomina al suo interno il comitato per il controllo.
- dualistico, tipico della tradizione tedesca, è così denominato in quanto l'amministrazione della società è ripartita tra due diversi organi: il consiglio di gestione e il consiglio di sorveglianza.

### Il sistema tradizionale
Il sistema tradizionale (o ordinario), trova applicazione in assenza di diversa scelta statutaria, è basato sulla presenza di due organi di nomina assembleare:
- organo amministrativo (amministratore unico o C.d.A.); e
- collegio sindacale (o sindaco unico), con funzioni ora circoscritte al controllo sull'amministrazione.

Il controllo contabile è affidato per legge a un organo esterno alla società (revisore).

### Il sistema monistico
Il sistema monistico prevede un organo unitario di gestione, il consiglio di amministrazione, a cui spetta in via esclusiva la gestione dell'impresa e, all'interno dello stesso, viene nominato un comitato per il controllo sulla gestione.
Al sistema monistico si applicano le norme previste per il sistema tradizionale dove applicabili, inoltre, l'ordinamento italiano prevede specifiche norme che trovano applicazione solo per il modello monistico, in ragione della peculiarità della struttura di governo de sistema monistico rispetto a quello tradizionale.
Per il comitato di controllo valgono le seguenti regole:
- i suoi componenti sono designati dal consiglio di amministrazione (in un numero di almeno tre se la società fa ricorso al mercato del capitale di rischio);
- essi devono presentare particolari requisiti di professionalità e indipendenza;
- il presidente viene designato dalla maggioranza del comitato di controllo;
- sono applicabili le norme del collegio sindacale.

### Il sistema dualistico
Il sistema dualistico è caratterizzato dalla presenza di due organi particolari:
- il consiglio di gestione;
- il consiglio di sorveglianza.

I componenti del consiglio di gestione:
- devono essere almeno due, anche non soci e sono nominati dal consiglio di sorveglianza per non più di tre esercizi;
- possono essere revocati in ogni momento dal consiglio di sorveglianza;
- sono soggetti alla stessa responsabilità degli amministratori.

I componenti del consiglio di sorveglianza:
- devono essere almeno tre e sono nominati dall'assemblea per tre esercizi (rinnovabili); l'assemblea designa anche il presidente;
- possono essere revocati in ogni momento dall'assemblea;
- sono soggetti alle cause di decadenza previste per i sindaci.

## Parti coinvolte nel governo societario
Le parti coinvolte nel governo societario includono istituzioni statali (come la CONSOB), l'amministratore delegato (nel mondo anglosassone, il CEO, chief executive officer), il consiglio di amministrazione, il management e gli azionisti. Altri portatori di interesse sono i dipendenti, fornitori, clienti, banche e altri creditori, controllori, l'ambiente e la società in generale.
Nelle società, il principale azionista delega i poteri decisionali a un agente (manager) per operare negli interessi del principale. Questa separazione della proprietà dal controllo implica un'effettiva perdita di controllo degli azionisti sulle decisioni del management. Come risultante di questa separazione, un sistema di controlli di governo societario è utile per allineare le motivazioni del management a quelle degli azionisti, con l'obiettivo di limitare gli obiettivi personali dei manager. Con il progressivo aumento di possesso del capitale sociale da parte di investitori istituzionali (es. banche), c'è la possibilità che i problemi del rapporto proprietà-controllo siano rovesciati.
Il consiglio di amministrazione gioca spesso un ruolo fondamentale nel governo societario. Ha la responsabilità di approvare le strategie organizzative, sviluppare una politica direzionale, assumere, supervisionare e remunerare i senior manager, nonché assicurare la responsabilità giuridica dell'organizzazione di fronte alle autorità. Singole persone possono essere membri di consigli di amministrazione di più società.
Tutte le parti coinvolte nel governo societario hanno un interesse, sia esso diretto o indiretto, nella performance della società. Direttori, dipendenti e manager ricevono salari, benefici e reputazione; gli azionisti ricevono un ritorno monetario. I clienti ricevono beni e servizi; i fornitori ricevono compensi per i loro beni o servizi. In cambio questi singoli individui apportano valore in forma di capitale naturale, umano e sociale.
Un fattore chiave nella decisione di un singolo di partecipare a una società (es. apportando capitale o lavoro) è avere fiducia che riceverà una giusta parte del risultato economico. Se alcune parti ricevono più del giusto (es. remunerazione eccessiva alla dirigenza), i partecipanti potrebbero decidere di uscire, con la possibilità di un collasso organizzativo (es. gli azionisti ritirano il loro capitale). Il governo societario è lo strumento per mantenere un alto livello di fiducia tra e portatori di interesse.

## Principi teorici e pratiche privilegiate
Elementi propri di un corretto governo societario includono principi come onestà, fiducia, apertura mentale, orientamento ai risultati, responsabilità, rispetto reciproco e impegno nella società.
È importante che la direzione e il management sviluppino un modello di governanza che allinei i valori dei vari partecipanti della società, e che provveda a un controllo periodico dell'efficienza del modello. In particolare, il senior management deve impegnarsi in maniera etica e onesta, soprattutto di fronte a conflitti di interesse reali o apparenti, e usando chiarezza nei report finanziari.
I più importanti principi di governo societario sono:
- Diritti e trattamento equo degli azionisti: le società dovrebbero rispettare i diritti degli azionisti, e aiutarli a esercitare questi diritti. Aiutare gli azionisti a esercitare i propri diritti significa comunicare informazioni comprensibili e accessibili, e incoraggiarli a partecipare ai meeting.
- Interessi degli altri stakeholders: le società devono riconoscere che hanno impegni legali o di altro tipo nei confronti di tutti gli stakeholders.
- Ruoli e responsabilità del consiglio: il consiglio di amministrazione ha bisogno di una serie di capacità e conoscenze per essere in grado di fronteggiare le minacce del mercato, oltre all'abilità necessaria per controllare e stimolare le performance del management. Deve inoltre avere una dimensione adeguata, e raggiungere un livello di impegno tale da fronteggiare i propri obblighi e responsabilità. Spesso si discute su quale sia il rapporto adeguato tra consiglieri interni (executive directors) ed esterni (non-executive directors). In linea di principio, si ritiene inoltre una best practice la separazione dei ruoli chiave di amministratore delegato e presidente.
- Integrità e comportamento etico: le società dovrebbero creare un codice di condotta per i manager e gli amministratori, che promuova processi decisionali non solo responsabili ma anche etici.
- Chiarezza e trasparenza: le società devono rendere chiari e conoscibili i ruoli e le responsabilità del Consiglio e del management, per fornire un adeguato livello di informazione agli azionisti. Occorre anche implementare procedure per la verifica e la salvaguardia della trasparenza dei report finanziari della società. La divulgazione di documenti riguardanti la società dovrebbe essere fatta al tempo giusto, e in modo che tutti gli investitori dispongano di un'informazione chiara e reale.

## Meccanismi e controlli
I meccanismi e i controlli di governo societario sono sviluppati per ridurre le inefficienze che nascono da situazioni avverse o potenzialmente pericolose. Ad esempio, per monitorare il comportamento dei manager, una terza parte indipendente (l'auditor) attesta la precisione delle informazioni fornite dal management agli investitori. Un sistema di controllo ideale dovrebbe monitorare sia le motivazioni sia le abilità.

### Controlli interni
I controlli interni di governo societario tengono sotto controllo le attività, per poi intraprendere, se necessario, azioni correttive per raggiungere gli obiettivi aziendali. Alcuni esempi:
- monitoraggio del Consiglio di amministrazione. Il Cda, grazie alla possibilità di assumere, licenziare e retribuire i manager, salvaguarda il capitale investito. Riunioni regolari del Consiglio aiutano a identificare in tempo potenziali problemi, discuterli ed evitarli. Assumere consiglieri non-executive può dare una maggior garanzia di indipendenza, ma non sempre si hanno come risultato una migliore governanza o migliori performance.[8] Aziende differenti possono adottare strutture diverse per i loro Consigli. Inoltre, l'abilità del Consiglio di monitorare gli executive è una modalità di accesso alle informazioni. I consiglieri interni possiedono infatti conoscenze superiori in merito ai processi decisionali, per cui valutano il top management sulla base della qualità delle decisioni che portano a certe performance finanziarie;
- remunerazione. Una remunerazione basata sulla performance è pensata per far sì che il salario sia proporzionale ai risultati individuali. La remunerazione può essere in forma monetaria o non monetaria, come azioni o share options (opzioni su azioni), pensione o altri benefici. Questi incentivi, comunque, sono "reattivi" nel senso che non forniscono meccanismi per evitare errori o comportamenti opportunistici;
- comitati di revisione (audit).

### Controlli esterni
I controlli esterni racchiudono una serie di controlli effettuati dai portatori di interessi sull'impresa. Ad esempio:
- stipulazione di debiti;
- revisori esterni;
- norme di gestione;
- pressione dei media;
- acquisizioni (cosiddetti takeovers);
- concorrenza;
- mercato dei manager.

L'acquisizione è uno strumento riconducibile alla categoria detta "mercato per il controllo societario", che ha la funzione di allocare il controllo dell'impresa a coloro che le attribuiscono maggior valore. Gli acquirenti e gli azionisti possono trarre benefici dall'incremento del valore delle azioni che si verifica in seguito al miglioramento delle performance.

## Problemi sistemici del governo societario
- Fornitura di informazioni contabili: i report finanziari sono un passaggio cruciale, che permette a chi apporta i mezzi finanziari di monitorare il management. Imperfezioni nel processo di reporting finanziario causeranno quindi imperfezioni nell'efficacia del governo societario. La presenza di tali difetti può essere accertata dal controllo effettuato dai revisori esterni, ma può verificarsi il caso in cui manchino dei revisori indipendenti (v. caso Enron).
- Richiesta di informazioni: un ostacolo per gli azionisti è il costo per accedere a un'informazione completa, soprattutto per gli azionisti minori. La risposta tradizionale a questo problema è l'ipotesi del mercato efficiente, per cui gli azionisti minori beneficeranno delle decisioni degli azionisti maggiori (agiranno cioè come free-riders). Su questa ipotesi gli esperti si dividono; spesso, soprattutto in Italia, è stato dimostrato come certe azioni volte a beneficiare gli azionisti principali si rivelassero un costo per quelli di minoranza (ad esempio in occasione dell'acquisizione di Telecom Italia da parte del gruppo Pirelli-Benetton). Un ulteriore rischio per gli azionisti è la comprensibilità dell'informativa finanziaria, che talvolta può essere presentata in modo non del tutto chiaro; il Sarbanes-Oxley Act, a tal proposito, ironicamente prescrive che le operazioni finanziarie debbano essere riportate in Plain English.[10]
- Costi di monitoraggio: per influenzare i direttori, gli azionisti devono unirsi per formare un gruppo di voto rilevante (spesso chiamato "patto di sindacato" o "comitato di direzione", in inglese voting trust), che possa costituirsi come "minaccia" realmente in grado di condizionare decisioni o assumere consiglieri durante un'assemblea. I costi per unirsi in questa maniera potrebbero però rivelarsi maggiori dei benefici.
- IT governance, o governo dei sistemi informativi: la parte del governo societario che si occupa della gestione dei sistemi IT (Information Technology: sistemi informativi) in azienda; il punto di vista della IT governance è rivolto alla gestione dei rischi informatici e all'allineamento dei sistemi alle finalità di business, ovvero di assicurare che gli investimenti IT generino valore per l'azienda e gestire (e mitigare) i rischi associati con l'IT.
- Cambiamento organizzativo (o Change management, o governo della transizione): rappresenta l'insieme degli strumenti e dei processi utilizzati per realizzare e supportare una transizione organizzativa o di business legata a scenari di cambiamento significativi.

## Ruolo della contabilità
Come già detto, il ruolo del controllo finanziario è cruciale per il buon funzionamento del governo societario. Contabili e revisori (addetti alle funzioni di contabilità e revisione contabile) diventano le fonti di informazione primarie per i detentori del capitale. I direttori della società hanno tutto il diritto di aspettarsi che il management prepari delle informazioni finanziarie che siano compatibili con gli obblighi etici e statutari, nonché di poter fare affidamento sulle competenze dei revisori.
I metodi di contabilità attuali permettono un certo grado di libertà nella scelta del metodo di misurazione, i criteri di valutazione, nonché la definizione delle voci contabili. L'esercizio di queste possibilità di aumentare la performance apparente (pratica nota come contabilità creativa) impone ulteriori costi per le informazioni. Nei casi più estremi in cui venga messa in pratica, capita che certe informazioni vengano occultate.
Un'area di discussione riguarda i casi in cui le società di revisione e i consulenti (es.: i commercialisti) agiscono, anche se spesso in maniera indiretta, sia come revisori sia come consulenti dell'azienda assistita. Ciò può causare un conflitto di interessi che mette in dubbio l'integrità dei report finanziari. Un grosso limite all'indipendenza dei revisori e sindaci è dovuto al fatto che sono nominati e pagati dalla società stessa oggetto del loro controllo, con oggettivo indebolimento del ruolo dell'organo di controllo.
La crisi dell'azienda energetica statunitense Enron Corporation è un esempio di report finanziari ingannevoli. In particolare, venivano mascherate ingenti perdite, creando l'illusione che ci fosse una terza parte contrattualmente obbligata a pagare l'ammontare di tali perdite. Tuttavia, questa terza parte era un'entità in cui la stessa Enron aveva un sostanziale interesse economico. Spesso si trattava di special entities, società sussidiarie create appositamente per falsificare le transazioni.
Comunque, anche un buon reporting finanziario non è una condizione sufficiente per garantire l'efficacia del governo societario, nel caso in cui i destinatari dell'informazione siano impossibilitati a esercitare un ruolo di monitoraggio a causa di costi elevati (v. sopra, Problemi sistematici del governo societario).

## Modelli di governo
Ci sono diverse varietà di modelli di governo societario nel mondo. I vari modelli si distinguono in base al grado di capitalismo in cui l'azienda opera. Il modello liberale tipico degli Stati anglo-americani dà priorità agli interessi degli azionisti. Il modello coordinato dell'Europa continentale e Giappone riconosce anche gli interessi di lavoratori, manager, fornitori, clienti e società. Entrambi i modelli godono di diversi vantaggi competitivi, ma in maniera diversa. Il modello liberale incoraggia l'innovazione totale e la concorrenza sui costi, mentre il modello coordinato favorisce l'innovazione qualitativa e la concorrenza di qualità.
Negli Stati Uniti, una società è governata da un Consiglio di amministrazione, che ha il potere di scegliere un amministratore delegato (CEO). Il CEO ha ampi poteri per dirigere quotidianamente l'azienda, ma necessita di approvazione del Consiglio per certe manovre importanti, come assumere i suoi subordinati, raccogliere finanziamenti, acquisire altre aziende, effettuare espansioni di capitale, o altri progetti rilevanti. Altri compiti del Consiglio possono includere la fissazione delle politiche aziendali, prese di decisione, monitoraggio delle performance del management, o un più generale controllo sull'azienda.
Il consiglio di amministrazione è nominato dagli azionisti, nei confronti dei quali sono responsabili, ma i regolamenti interni di molte società rendono difficile, anche per gli azionisti maggiori, esercitare una certa influenza nella composizione del Consiglio; solitamente, i singoli azionisti non hanno la possibilità di scegliere i membri del Consiglio da un elenco, bensì possono solo approvare le nomine. In molte aziende è successo che al Consiglio fossero dati degli incentivi, cosicché i membri si trovavano sotto il controllo dell'amministratore, del quale invece dovevano controllare le azioni. Spesso, poi, membri di un CdA sono amministratori di altre società, cosa che alcuni esperti vedono come un conflitto di interessi.
Il governo societario di un'azienda si può modellare su tre schemi:
- società ad azionariato diffuso (public company): il capitale sociale dell'azienda è suddiviso in un numero elevato di azioni, le quali sono quotate su mercati regolamentati. Il capitale finisce quindi in mano a un innumerevole gruppo di azionisti che costituiscono la proprietà dell'azienda stessa. L'assemblea ordinaria si limita quindi essenzialmente a svolgere le funzioni formali attribuitele dalle varie legislazioni; mentre le decisioni sostanziali sono prese da uno staff di manager professionisti.
- impresa consociativa: le decisioni prese dal management sono orchestrate tra i vari stakeholders dell'azienda. Tale modello ha avuto particolare applicazione in Germania e Giappone.
- impresa padronale: vi è solamente un individuo, l'imprenditore, che prende le decisioni importanti per la vita societaria. Il capitale è suddiviso in maniera tale che risulti impossibile effettuare una scalata ai vertici degli organi aziendali. Tale modello ha avuto particolare applicazione in Italia.

## Codici e linee guida
Principi e codici di governo societario sono stati sviluppati in diverse nazioni, e pubblicati da borse, grandi aziende, investitori istituzionali o associazioni di consiglieri e manager con il supporto di organizzazioni governative e internazionali. In alcune nazioni l'adempimento a tali norme non è obbligatorio per legge, mentre i codici relativi ai requisiti per la quotazione in borsa hanno spesso un effetto coercitivo.
Durante gli anni novanta aumenta l'importanza degli investitori istituzionali, che si trovano così incentivati a partecipare alle assemblee degli azionisti per influenzare le decisioni principali della vita aziendale. A supporto degli investitori nascono negli Stati Uniti una serie di società, come l'Institutional Shareholder Service e l'Investor Responsibility Research Centre; anche in Gran Bretagna nascono società simili.
In Gran Bretagna, all'inizio degli anni novanta un comitato governativo presieduto da Adrian Cadbury porta alla creazione di un primo rapporto, denominato Codice Cadbury, che pone enfasi sul ruolo dei non-executive e dell'audit nel bilanciamento delle azioni degli executive. L'eccessiva attenzione posta sui consiglieri indipendenti è stata criticata da alcuni osservatori, ma non si deve trascurare il fatto che il Codice Cadbury rappresenta un passaggio fondamentale nel dibattito sul governo societario.
Il Codice è stato poi seguito come esempio da altri paesi, mentre le stesse autorità britanniche si davano nuove regolamentazioni, come il rapporto Greenbury (1995, contiene una serie di raccomandazioni per la trasparenza e la disclosure) e il rapporto Hampel (1998, detto Combined Code, rivisto nel 2003).
Negli Stati Uniti, CalPERS, uno dei maggiori investitori istituzionali del mondo, che aveva lanciato un'ondata di "attivismo degli azionisti" (shareholder activism) di stampo istituzionale, comincia a porsi come obiettivo il miglioramento della governanza delle imprese in cui investe, pubblicando una serie di principi chiave. L'OECD, nel 1999, pubblica invece i Principles of Corporate Governance, revisionato nel 2004, che rimane un elenco di linee guida tra i più autorevoli a livello mondiale.
L'ondata di scandali societari degli ultimi anni ha portato poi il Governo statunitense a emanare, nell'estate del 2002, il Sarbanes-Oxley Act. Poco dopo, anche il NYSE e il NASDAQ si adeguano con codici di "migliori pratiche" per le società quotate.
In Italia la Borsa Italiana ha emanato una serie di direttive, e in particolare ha istituito un Comitato per la Corporate Governance, con il compito di redigere un Codice di Autodisciplina. Anche questo codice, ad adesione volontaria, dà molta importanza al ruolo dei consiglieri indipendenti e ai comitati interni al consiglio.
In conclusione, le norme di governo societario si pongono come obiettivi principali l'aumento dell'accountability del management e dell'autonomia del CdA, tramite azioni come:
- l'aumento dei consiglieri indipendenti o non-executive;
- la creazione di comitati interni, composti perlopiù da consiglieri indipendenti;
- la separazione del ruolo di amministratore delegato da quello di presidente;
- la valutazione periodica delle performance dei consiglieri.

## Governo societario e prestazione aziendale
La società di consulenza manageriale McKinsey, nel sondaggio "Global Investor Opinion Survey" (effettuato nel 2000 e aggiornato nel 2002) su oltre 200 investitori istituzionali, ha evidenziato che l'80% di chi ha risposto al sondaggio è disposto a pagare un premio per le aziende ben governate. La maggior parte di loro delinea l'azienda ideale come una società che abbia in maggioranza consiglieri esterni, con nessun legame precedente col management (indipendenti). Questo deve essere valutato dagli amministratori, nonché assumersi la responsabilità delle richieste di informazioni degli azionisti. L'entità del premio, secondo il sondaggio, va dall'11% per le aziende canadesi al 40% per quelle operanti in paesi con una regolamentazione statale meno forte (come Marocco, Egitto e Russia).
Altri studi hanno rivelato un collegamento tra la percezione di qualità dell'azienda alle prestazioni dei titoli azionari. In uno studio sull'utile consolidato delle azioni in cinque anni, condotto dalla rivista statunitense Fortune tra le aziende "più ammirate", è stato rilevato che queste società "molto ammirate" avevano un ritorno medio del 125%, contro l'80% di quelle "meno ammirate". La rivista BusinessWeek, in un altro studio, ha chiesto a un gruppo di investitori istituzionali ed "esperti" del settore di distinguere una serie di CdA con una buona o cattiva governance; è poi risultato che le società con il punteggio più alto avevano anche i ritorni finanziari più elevati.
Esiste poi un filone della letteratura scientifica che mira a indagare la relazione tra l'adozione di "buoni" sistemi di governo societario, misurati attraverso i cosiddetti indici di governanza societaria  (corporate governance index), e il valore d'impresa, misurato da alcune variabili quali la Q di Tobin, la volatilità dei prezzi azionari oppure il rapporto tra la capitalizzazione di borsa e il book value (P/BV). Molti studi, tra i quali Gompers e Giorgino, trovano una relazione positiva e statisticamente significativa tra il valore dell'indice che misura la qualità della governance e il valore aziendale, e ciò sembra confermare che gli investitori sono disposti a pagare un premio per una buona governanza.

### Composizione del Consiglio di amministrazione
Alcuni ricercatori hanno trovato tesi a favore della relazione tra la frequenza delle riunioni e la profittabilità. Altri hanno trovato una relazione negativa tra la presenza di amministratori esterni e la performance, mentre altri non vi hanno trovato nessuna relazione. Un recente studio di Bagahat and Black ha rivelato che le società con CdA indipendenti non hanno performance superiori a quelle di altre società. È improbabile, quindi, che la composizione del Cda abbia un impatto diretto sulla performance aziendale.

### Remunerazione degli amministratori
I risultati delle ricerche sulla possibile relazione tra la performance e i compensi degli amministratori non sempre sono riusciti a trovare correlazioni significative tra le due variabili. Alcuni recenti studi hanno evidenziato come la remunerazione del board possa costituire un’importante leva per migliorare la profittabilità delle banche (Capuano, 2022). Bassi livelli del rapporto paga-prestazione non significano controlli inefficienti. Non tutte le aziende vivono allo stesso modo il conflitto principale-agente, e alcuni controlli interni o esterni possono avere più successo in certi tipi di società piuttosto che in altri.
Alcuni ricercatori hanno scoperto che la maggioranza delle retribuzioni degli executive proviene dal possesso di azioni della società, mentre altri hanno rilevato che la relazione tra il possesso di titoli e la performance dipende dalla quota posseduta. Il risultato suggerisce che incrementi con quote oltre il 20% rende il management meno interessato agli interessi degli azionisti.
Inoltre, si è notato come la performance sia spesso associata ai piani di stock option. Questi piani dovrebbero fare in modo che le decisioni dei manager siano prese in una prospettiva di lungo termine, migliorando così la performance aziendale. Tuttavia, alcuni studi hanno evidenziato come tali strumenti rappresentano rendite per gli amministratori, piuttosto che meccanismi di incentivazione.

## Altri aspetti di governo
Con lo sviluppo del dibattito sul governo societario, non solo a livello accademico, ma anche da parte dei media, sono emerse negli ultimi anni una serie di problematiche che sembrano derivare da modelli non corretti di governo d'impresa. I risultati dell'applicazione di tali modelli, nella maggior parte della casistica cui questi afferiscono, sono generalmente collegati all'appropriazione di benefici da parte dei manager o dei maggiori azionisti, a scapito degli azionisti di minoranza e altri stakeholder.

### La degenerazione degli incentivi legati alle prestazioni
Richard B. Freeman, economista e professore a Harvard e alla London School of Economics, ha sottolineato la recente degenerazione del modello di governance basato sul greed, in italiano avidità, riferendosi alla ricerca eccessiva di opportunità di guadagno personale del management.
Al centro della critica di Freeman si pone l'esplosione, in tempi recenti, del fenomeno della remunerazione tramite stock options ai dirigenti, oltre ai loro salari elevati: si stima che la retribuzione di un alto dirigente delle 500 società di Fortune (il ranking annuale delle 500 società americane più profittevoli) sia pari a 300 volte quella di un dipendente medio.

### La rete sociale dei consigli d'amministrazione
Altro elemento destabilizzante del governo di molte società è il consiglio di amministrazione. Mentre i manager sono selezionati in base alle loro capacità professionali, gli amministratori spesso vengono assunti perché sono "del giro": è infatti di Fortune la notizia che l'80% delle public companies statunitensi siano amministrate da non più di 400 persone, le quali fanno parte contemporaneamente dei consigli di amministrazione di svariate decine di società.
Sempre Fortune riportava che il "virus" della predatazione delle opzioni di sottoscrizione, ovvero una pratica per cui i manager indietreggiavano illegalmente la data delle opzioni per incassare a condizioni più vantaggiose, si fosse diffuso tramite una rete molto vasta, che avrebbe coinvolto molte società quotate in USA (soprattutto di Silicon Valley).
La stessa problematica è stata recentemente esplorata in Italia da un rapporto focalizzato sulla teoria delle reti. Lo studio evidenzia che anche tra i consigli di amministrazione esiste una rete, dove ogni persona è separata da un'altra solo da un numero limitato di relazioni.
In realtà, la questione risale alla Corporate America degli anni settanta; in particolare, Myles L. Mace, in una famosa ricerca empirica condotta sulle società quotate statunitensi, lamentava che alcuni amministratori appartenevano contemporaneamente a sei o sette direttivi. A questa élite diede la definizione di old boys' club, mentre ai consiglieri spettava l'appellativo di ornaments on corporate Christmas trees (letteralmente "decorazioni sull'albero di natale societario").

### Le "scatole cinesi"
Alcuni gruppi italiani usufruiscono di sistemi di controllo particolari, ammessi dalla legislazione italiana, ma non nella maggior parte degli altri Paesi. Questi sistemi sono caratterizzati da partecipazioni a cascata multiple, in cui una holding, spesso una società finanziaria (priva quindi di business industriale o mercantile), controlla un'altra società. La società controllata, a sua volta, controlla un'altra società posta sotto di essa, la quale può controllare altre società, ecc.
Generalmente il controllo è mantenuto con il minimo necessario per ottenere la maggioranza assoluta (il 51% del capitale), che qualifica la società controllata come "sussidiaria". Il sistema così strutturato prende il nome di "gruppo piramidale", o "stock pyramiding", o ancora "financial leverage"; oppure, più semplicemente, "scatole cinesi". Nel modello italiano, spesso e volentieri la società a capo della piramide è una società in accomandita per azioni, o comunque difficile da acquisire dall'esterno. Questo per proteggere la proprietà della holding, che in questi casi fa quasi sempre capo a una famiglia di imprenditori. Tale società prende quindi il soprannome di "società cassaforte" (o "cassaforte di famiglia").
Le società poste al di sotto sono ovviamente in forma di società per azioni. Maggiore è il numero di società nella piramide, minore è il rischio cui è sottoposto il proprietario della capogruppo. Infatti alcune delle società possono essere quotate in borsa; ottenendo più capitale di debito dal mercato, quindi, il proprietario può limitare l'ammontare di risorse proprie investite nel gruppo. Accade poi che gli azionisti di minoranza sono così tanti (e in alcuni casi possiedono azioni senza diritto di voto) che sono fortemente disincentivati dal partecipare alle assemblee. Come risultato, il proprietario ottiene il controllo economico con un investimento incredibilmente più piccolo di quello necessario (per ottenere il controllo assoluto). Si tratta di un meccanismo di "demoltiplicazione" della quota necessaria per il controllo di una società.
Esempio aritmetico: se per controllare la SPA ALFA (ad esempio una grande impresa industriale) occorre il 51% delle azioni, l'azionista di controllo, sig. Rossi, può conferire questo 51% in una nuova SPA BETA (la prima "scatola cinese") che ha come unico scopo il controllo della SPA ALFA, mantenendo il possesso del solo 51% delle azioni della nuova SPA BETA e vendendo le altre per incassare liquidità. In questo modo il sig. Rossi controllando direttamente la nuova SPA BETA, controlla anche indirettamente la SPA ALFA, che è ciò che gli interessa veramente, ma in questo modo, cioè detenendo il 51% del 51%, di fatto il solo 26% del capitale della SPA ALFA, gli basta investire, e rischiare, appena poco più della metà del capitale che sarebbe invece necessario se volesse controllare la SPA ALFA direttamente cioè senza la "scatola cinese". Se il sig. Rossi volesse rischiare ancora meno capitale, sempre senza perdere il controllo della SPA ALFA, non deve fare altro che inserire nella catena di controllo una seconda "scatola cinese", la SPA GAMMA e ripetere l'operazione già fatta con la prima "scatola cinese".
Una delle principali critiche rivolte a questo sistema di governo societario è che favorisce l'irresponsabilità degli imprenditori, permettendogli di prendere decisioni di rilevante importanza su società nelle quali hanno investito capitali relativamente modesti.
Nel panorama italiano, il caso emblematico è senz'altro quello del gruppo Telecom Italia-Pirelli; spesso riportato da manuali e media, è saltato alla ribalta nel 2006 con l'iniziativa di Beppe Grillo denominata Share Action, volta a licenziare il management di Telecom Italia. Tra le accuse mosse dal comico, vi è appunto la caratteristica configurazione finanziaria del gruppo, che "annacqua" il capitale sociale limitando i piccoli azionisti e favorendo un gruppo di pochi.

### I patti parasociali (o patti di sindacato)
I patti parasociali sono contratti scritti stipulati tra un numero limitato di azionisti, dei quali nessuno da solo ha il controllo sulla società, con lo scopo di raggiungerne insieme il controllo, attraverso accordi preliminari su come votare unitariamente in assemblea degli azionisti. Anche questi patti sono legali, come le "scatole cinesi", ma sono considerati da più parti come un modo poco corretto di governare le società a motivo del fatto che le maggioranze di controllo non si formano pubblicamente in assemblea degli azionisti ma riservatamente e prima dell'assemblea stessa, impedendo così una trasparente dialettica tra tutti gli azionisti.
I patti parasociali si dividono sostanzialmente in due grandi categorie:
- i sindacati di blocco;
- i sindacati di voto.

Fino a un recente passato questi patti di sindacato erano completamente segreti (si mitizza sul fatto che Enrico Cuccia, presidente di Mediobanca, promotore dei più importanti patti di sindacato italiani, li battesse a macchina personalmente per evitare possibili fughe di notizie) - si dubitava persino della loro stessa validità, ma ai quali gli aderenti, per consuetudine sociale, si sentivano comunque obbligati "sul loro onore" - mentre ora la legge sulle società quotate del 1998, oltre a riconoscerne l'ammissibilità, ne prevede però un onere di pubblicità attraverso il deposito presso il registro delle imprese (Camera di Commercio) e presso la Consob, pena la nullità degli stessi. Se un azionista in assemblea vota in violazione degli accordi assunti nel patto di sindacato, il suo voto è valido ma è tenuto a risarcire i danni eventualmente procurati agli altri aderenti al patto (esattamente come un parlamentare che vota in dissenso sulla linea del suo partito: il suo voto in Parlamento è pienamente valido ma rischierà l'espulsione dal partito).
Con la riforma del diritto societario introdotta dal decreto legislativo 17 gennaio 2003, n. 6 pubblicato sulla Gazzetta Ufficiale della Repubblica Italiana - Serie Generale n. 17 del 22 gennaio 2003 (Supplemento Ordinario n. 8) ed entrato in vigore il 1º gennaio 2004 così come modificato e integrato dal decreto legislativo 6 febbraio 2004, n. 37 pubblicato sulla Gazzetta Ufficiale della Repubblica Italiana - Serie Generale n. 37 del 14 febbraio 2004 (Supplemento Ordinario n. 24) ed entrato in vigore il 29 febbraio 2004 in attuazione della legge 3 ottobre 2001, n 366 pubblicata sulla Gazzetta Ufficiale della Repubblica Italiana - Serie Generale n. 234 dell'8 ottobre 2001 ed entrata in vigore il 23 ottobre 2001, la validità dei patti di sindacato è stata ufficialmente riconosciuta dal codice civile anche per le società non quotate, ma con obblighi pubblicitari minori. La durata dei patti di sindacato, a tutela della libertà degli azionisti, non può superare un certo limite, però rinnovabile, che per le società quotate è di tre anni e per le non quotate di cinque.

### ESG Governo d'impresa
ESG Corporate Governance dal punto di vista del Consiglio, attraverso la lente della governance, il monitoraggio del comportamento aziendale del CEO, dell'alta dirigenza e dei dipendenti in generale comprende la misurazione dell'etica aziendale, delle pratiche anticoncorrenziali, della corruzione, della fiscalità e la garanzia della trasparenza contabile per gli stakeholder.
MSCI evidenzia le pratiche di comportamento aziendale e la gestione della diversità del consiglio di amministrazione, della retribuzione dei dirigenti, della proprietà e del controllo e della contabilità che il consiglio di amministrazione dovrebbe supervisionare per conto degli stakeholder. Altre preoccupazioni includono la responsabilità e la trasparenza, l'etica aziendale, la supervisione del consiglio di amministrazione, la separazione dei poteri dell'amministratore delegato e del presidente, il diritto degli azionisti di nominare i candidati al consiglio di amministrazione, il riacquisto delle azioni e il denaro sporco ottenuto per influenzare le elezioni.